# Kalcijev sulfat dihidrat
Kalcijev sulfat dihidrat (sadra, pariška žbuka, prirodni gips, CaSO4 x 2 H2O) je bijeli prah, gotovo netopljiv u vodi.

## Osobine i svojstva
U prirodi se javlja kao mineral anhidrit, gips ili sadra i kao zrnata potpuno bijela sadra – alabaster (CaSO4 x 2 H2O; najjeftiniji gips i koristi se u umjetnosti).
Grijanjem do 130 °C prirodni gips gubi 3/4 kristalne vode i prelazi u pečeni gips (CaSO4 x 0,5 H2O). Dodatkom vode pečenom gipsu nastaje kašasta masa, koja vrlo brzo stvrdnjavanjem prelazi u prirodni gips uz neznatno povećanje volumena. Kalcijev sulfat kao spoj je inače teže, skoro i nikako topljiv u vodi.

## Upotreba
Pošto dodatkom vode nastaje kašasta masa, koja vrlo brzo stvrdnjavanjem prelazi u prirodni gips uz neznatno povećanje volumena rabi se u medicini za imobilizaciju lomova, u proizvodnji umjetnog mramora, kiparstvu, arhitekturi.

U građevinarstvu služi u proizvodnji građevinskog materijala (glavni sastojak u cementu, opeci i žbuci).

## Zanimljivosti
- Pustinja Bijeli pijesci u New Mexicu (SAD) prekrivena zrncima sadre.
- Školska kreda se sastoji uglavnom od kalcijeva sulfata u većinskome sastavu i kalcijeva karbonata.